# A Ilha dos Escravos
A Ilha dos Escravos é um filme de drama de 2008 produzido pelo Brasil, Cabo Verde, Espanha e Portugal, com direção de Francisco Manso. Inspirado no romance "O Escravo", escrito em 1856 por José Evaristo de Almeida, um português desterrado em Cabo Verde.

## Sinopse
O filme se passa no século XIX, durante uma revolta de miguelistas exilados em Cabo Verde, e centra-se num triângulo amoroso envolvendo a Maria (Vanessa Giácomo), João (Ângelo Torres) e Albano Lopes (Diogo Infante). Maria é filha de um fazendeiro, João é um escravo e Albano Lopes um oficial miguelista. Um levantamento de tropas, na cidade da Praia, instigado por oficiais banidos para o arquipélago, em consequência da derrota dos partidários do infante D. Miguel, na guerra civil portuguesa, é a parte histórico do filme. Os rebeldes, contrariando as suas próprias convicções antiliberais, tentam aliciar para seu campo a população escrava, à falta de outros meios humanos que lhes corporizem os desígnios.

## Elenco
| Atores                  | Personagem            |
| Vanessa Giácomo         | Maria                 |
| Ângelo Torres           | João                  |
| Diogo Infante           | Albano Lopes          |
| Zezé Motta              | Júlia                 |
| Milton Gonçalves        | Tesoura               |
| João Lagarto            | Boaventura            |
| Vítor Norte             | Manuel Sampaio        |
| José Eduardo            | Gouveia               |
| Josina Fortes           | Luísa                 |
| Filipe Porto            | Rezosa                |
| Chico de Assis Carvalho | Sargento Cláudio      |
| Luís Évora              | Enok                  |
| Luís Gaspar             | Jerónimo Pimentel     |
| Elba Silva              | Julia (jovem)         |
| Francisco de Souza      | Pai Leonel            |
| Susana Vieira           | Branca Nina Magalhães |